# Lasiurus ega
Lasiurus ega — вид рукокрилих, родини Лиликові. Етимологія: ega — місто, розташоване у штаті Амазонас, Бразилія, де був зібраний голотип.

## Поширення
Країни проживання: Аргентина, Беліз, Болівія, Бразилія, Колумбія, Коста-Рика, Еквадор, Сальвадор, Французька Гвіана, Гватемала, Гаяна, Гондурас, Мексика, Нікарагуа, Панама, Парагвай, Перу, Суринам, Тринідад і Тобаго, Сполучені Штати (Техас), Уругвай.

## Морфологія

### Морфометрія
Довжина голови й тіла: 71-90 мм, довжина хвоста: 46-62 мм, довжина задньої ступні: 9-13 мм, довжина вуха: 15-19 мм, довжина передпліччя 47-57 мм, вага: 12-26 гр.

### Опис
Це великого розміру кажан. Голова коротка, ніздрі часто далекі один від одного. Вуха товсті, короткі, широкі, округлі. Хвіст довгий, увесь всередині мембрани. Хутро довге, м'яке і щільне. Жовтий колір спини не має матового вигляду. Мембрани довгі, широкі, товсті, заповнюючи весь простір між ногами і густо вкриті волосками в половину або більше від їх довжини. 
| Зубна формула   |
| --------------- |
| I 1 C 1 P 2 M 3 |
| I 3 C 1 P 2 M 3 |

## Поведінка
Полює на літаючих комах, метеликів. ей вид летить швидко і часто змінює напрямок в нижніх шарах лісу. Діяльність починає за одну і дві години після заходу сонця. Вид самітницький. Ховається в гілках, листі дерев і чагарниках, від одного до п'яти метрів над землею. Рід Lasiurus є одним з небагатьох плідних у кажанів. Самиці можуть народжувати від одного до чотирьох кажанят. Присутній в первинних і вторинних лісах, лісових галявинах, прибережних лісах, луках, посівних площах, відкритих місцевостях і навіть міських умовах, бажано біля річок і водойм.